# Греблы
Греблы — деревня в Великолукском районе Псковской области России. Входит в состав сельского поселения «Шелковская волость».
Расположена на востоке волости, в 22 км к востоку по дорогам или в 7 км к востоку от границы райцентра Великие Луки и в 2,5 км к северо-западу от деревни Заболотье.

## Население
Численность населения деревни по состоянию на 2000 год составляла 2 жителя, на 2010 год — постоянные жители отсутствовали.